# Sonate K. 197
La sonate K. 197 (F.149/L.147) en si mineur est une œuvre pour clavier du compositeur italien Domenico Scarlatti.

## Présentation
La sonate K. 197 en si mineur est notée Andante.
Les deux manuscrits principaux présentent de légères différences dans l'enchaînement des deux sections : l'indication de la petite mesure alternative dans la copie de Parme est omise dans Venise. C'est la seule sonate dans le volume IV de Parme qui se trouve solitaire. Elle pourrait néanmoins être qualifiée de paire avec la K. 198 en mi mineur, qui possède de nombreuses similitudes d'humeur, de style et de syntaxe.

Le manuscrit principal est le numéro 26 du volume II (Ms. 9773) de Venise (1752), copié pour Maria Barbara ; les autres sont Parme IV 9 (Ms. A. G. 31409), Münster IV 46 (Sant Hs 3967) et Vienne B 46 (VII
28011 B).

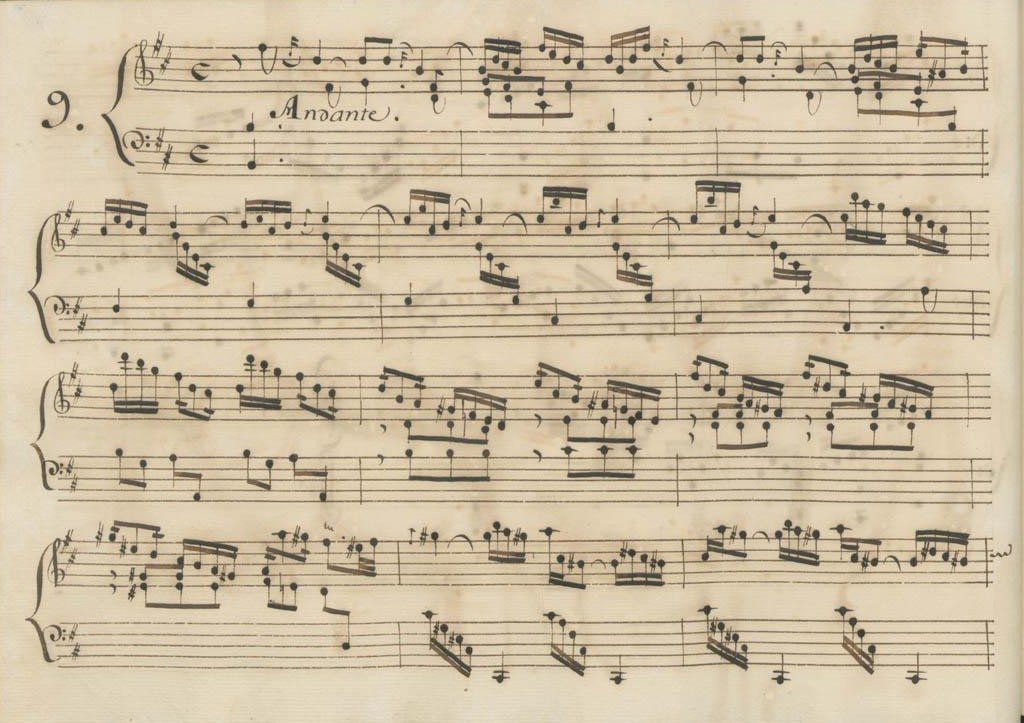
Parme IV 9.
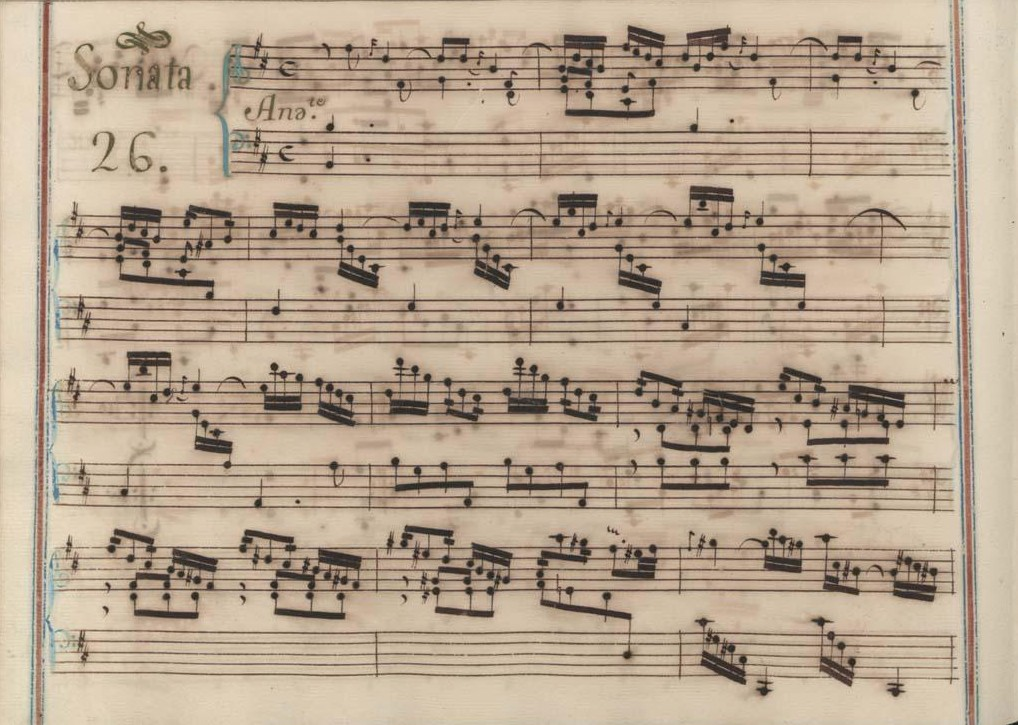
Venise II 26.
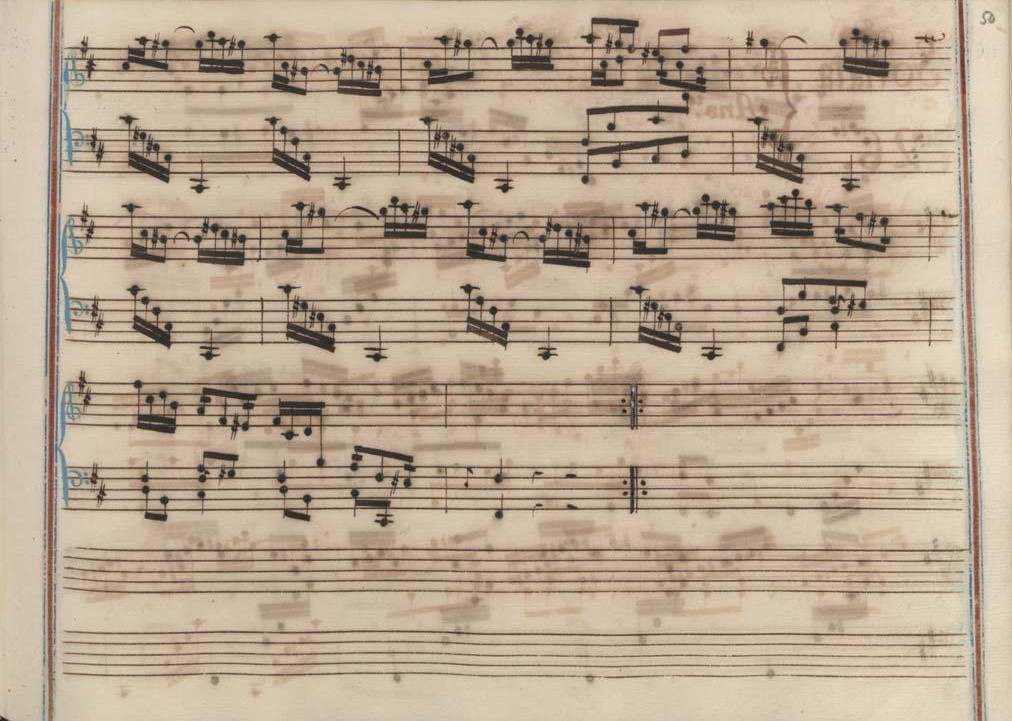
Venise II 26 (fin de la première section).
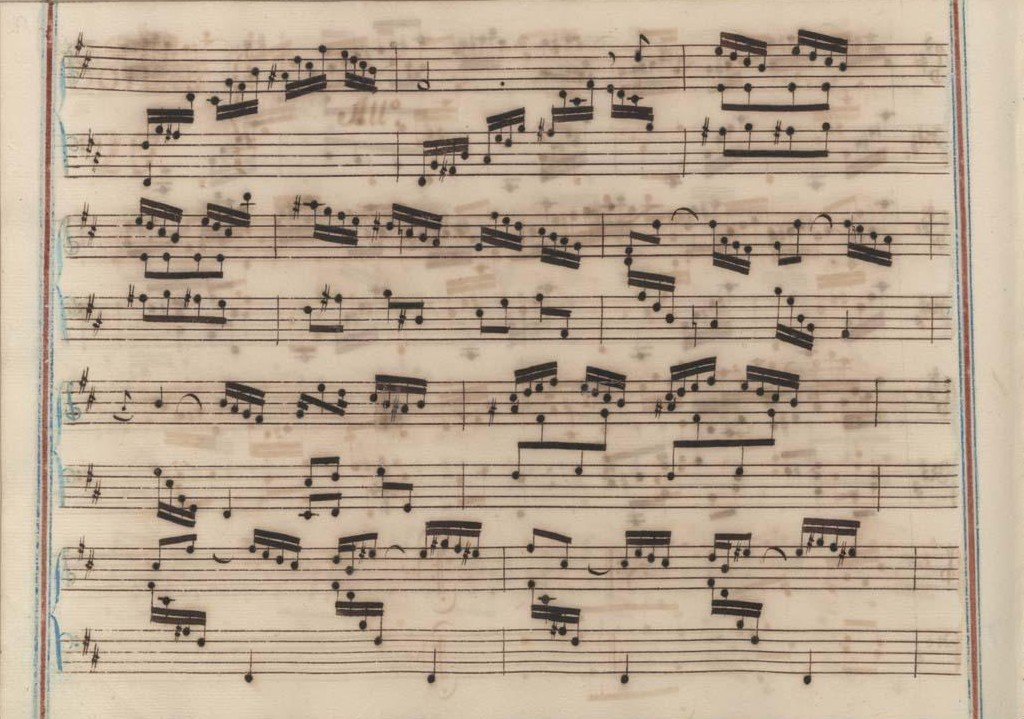
Venise II 26 (début de la seconde section).
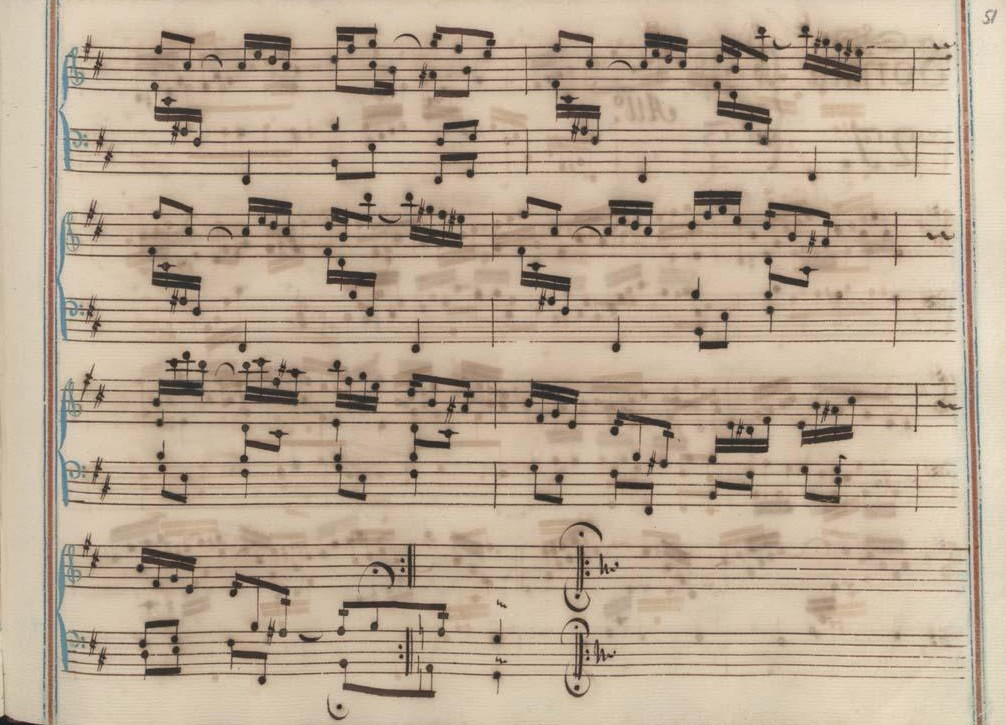
Venise II 26 (fin de la sonate).

## Interprètes
La sonate K. 197 est défendue au piano, notamment par Vladimir Horowitz (1964, Sony), Ievgueni Soudbine (2004, BIS), Linda Nicholson (2004, Capriccio), Carlo Grante (2009, Music & Arts, vol. 2), Chu-Fang Huang (2010, Naxos) et Federico Colli (2018, Chandos) ; au clavecin par Scott Ross (1985, Erato), Richard Lester (2003, Nimbus, vol. 3) et Pieter-Jan Belder (Brilliant Classics, vol. 5). Cristina Bianchi (2019, Oehms Classics) l'interprète à la harpe.

## Sources
: document utilisé comme source pour la rédaction de cet article.
- (de) Walter Gerstenberg, Die Klavierkompositionen Domenico Scarlattis, Ratisbonne, Gustav Bosse, coll. « Forschungsbeiträge zur Musikwissenschaft » (no 22), 1969, 158 p. (OCLC 181947910), p. 88–89.
- Ralph Kirkpatrick (trad. de l'anglais par Dennis Collins), Domenico Scarlatti, Paris, Lattès, coll. « Musique et Musiciens », 1982 (1re éd. 1953 (en)), 493 p. (ISBN 978-2-7096-0118-4, OCLC 954954205, BNF 34689181).
- Alain de Chambure, « Domenico Scarlatti : Intégrale des sonates — Scott Ross », Erato (2564-62092-2), 1985 (OCLC 891183737) .
- (en) Carlo Grante, « Domenico Scarlatti, intégrale des sonates pour clavier (vol. 2) », Music & Arts (CD-1291), 2009 (OCLC 840087257) .